# La fanciulla del West
La fanciulla del West (A garota do Oeste) é uma ópera em três atos de Giacomo Puccini com libreto de Guelfo Civinini e Carlo Zangarini, baseado na história The Girl of the Golden West de David Belasco.
A estreia foi realizada em 10 de dezembro de 1910, na Metropolitan Opera House em Nova Iorque, com direção musical de Arturo Toscanini.
Esta foi a primeira ópera estreia mundial para o Metropolitan Opera House, e foi um enorme sucesso nos Estados Unidos. Apesar disso, esta ópera nunca foi tão popular na Europa, exceto talvez na Alemanha, onde estreou na Deutsche Opera em Berlim, sob a direção musical de Ignatz Waghalter.
| Papéis                        | Voz           | Estreia, 10 de dezembro 1910 (Maestro: Arturo Toscanini) |
| ----------------------------- | ------------- | -------------------------------------------------------- |
| Minnie                        | soprano       | Emmy Destinn                                             |
| Jack Rance, xerife            | barítono      | Pasquale Amato                                           |
| Dick Johnson/Ramirez, bandido | tenor         | Enrico Caruso                                            |
| Nick, barista no saloon Polka | tenor         | Albert Reiss                                             |
| Ashby, agente da Wells Fargo  | baixo         | Adamo Didur                                              |
| Sonora, mineiro               | barítono      | Dinh Gilly                                               |
| Trin, mineiro                 | tenor         | Angelo Badà                                              |
| Sid, mineiro                  | barítono      | Giulio Rossi                                             |
| Handsome, mineiro             | barítono      | Vincenzo Reschiglian                                     |
| Harry, mineiro                | tenor         | Pietro Audisio                                           |
| Joe, mineiro                  | tenor         | Glenn Hall                                               |
| Happy, mineiro                | barítono      | Antonio Pini-Corsi                                       |
| Jim Larkens, mineiro          | baixo         | Bernard Bégué                                            |
| Billy Jackrabbit, índio       | baixo         | Georges Bourgeois                                        |
| Wowkle                        | mezzo-soprano | Marie Mattfeld                                           |
| Jake Wallace                  | mineiro       | Andrés de Segurola                                       |
| José Castro                   | baixo         | Edoardo Missiano                                         |
| Transportador do Pony Express | tenor         | Lamberto Belleri                                         |

## Gravações Selecionadas
| Ano  | Cast (Minnie, Dick Johnson, Jack Rance)           | Maestro, Sala de Ópera e Orquestra                        | Etiqueta                                     |
| ---- | ------------------------------------------------- | --------------------------------------------------------- | -------------------------------------------- |
| 1958 | Birgit Nilsson, João Gibin, Andrea Mongelli       | Lovro von Matačić, Teatro alla Scala Orquestra e coros    | Audio CD: EMI Classics Cat: 81862            |
| 1982 | Carol Neblett, Plácido Domingo, Silvano Carroli   | Nello Santi, Royal Opera House Orquestra e coros          | DVD: Kultur Video Cat: 032031203891          |
| 1991 | Mara Zampieri, Plácido Domingo, Juan Pons         | Lorin Maazel, Teatro alla Scala Orquestra e coros         | DVD: BBC / Opus Arte Cat: OA LS3004 D        |
| 1992 | Barbara Daniels, Plácido Domingo, Sherrill Milnes | Leonard Slatkin, The Metropolitan Opera Orquestra e coros | DVD: Deutsche Grammophon Cat: 00440 073 4023 |

## Resumo
Ato 1
No Saloom Polka
Um grupo de mineiros entram no saloon depois de um dia de trabalho nas minas de ouro. Depois de uma música do cantor andarilho Jake Wallace, um dos mineiros, Jim Larkens, está com saudade de casa e alguns mineiros fazem uma vaquinha para pagar a passagem para ele de volta para casa. Um grupo de mineiros jogam cartas e descobrem que Sid está trapaceando e querem atacá-lo. O Xerife Jack Rance acalma a briga e retira duas cartas do paletó de Sid, como um sinal de trapaça. Um agente da Wells Fargo, Ashby, entra e anuncia que ele está atrás do bandido Ramerrez e sua quadrilha de mexicanos. Rance brinda à Minnie, a garota que é dona do Saloom, como sua futura mulher, que faz Sonora ficar com ciúmes. Dois homens começam uma briga. Rance saca o revólver mas, em um momento ouve-se um tiro, e Minnie aparece no balcão com um revólver na suas mãos. Ela dá ao mineiro uma lição da Bíblia. O mensageiro do Pony Express chega e traz um telegrama de Nina Micheltorena, oferencendo o esconderijo de Ramerrez. O xerife conta para Minnie que ele a ama. Mas Minnie está esperando pelo homem certo. Um estranho entra no saloon e pede água e whisky, se apresenta como Dick Johnson de Sacramento, alguém que Minnie já havia conhecido no passado. Johnson se oferece para dançar com Minnie e ela aceita. Enfurecido, Rance os observa. Asby volta com um membro capturado da quadrilha de Ramerrez, Castro. Ao ver o seu líder, Johnson, no saloon ele concorda em levar Rance, Ashby e os mineiros na procura de Ramerrez, e um grupo o segue uma pista falsa. Mas antes que Castro saia ele sussurra para Johnson que alguém vai assobiar e Johnson precisa responder para avisar que o lugar está livre. Um assobio é ouvido, mas Johnson não responde. Minnie mostra para Johnson a pepita de ouro que ela e os mineiros se revezam para tomar conta a noite, e Johnson reafirma que o ouro estará seguro ali. Mas antes de deixar o saloon ele promete visitá-la no seu quarto. Eles confessam o seu amor, um pelo outro. Minnie começa chorar, Johnson a conforta antes de sair.
Ato 2
O duelo de Minnie, mais tarde naquela noite.
Wowkle, um índio americano que é um empregado de Minnie, sua amante Billy Jackrabbit e seu bebe estão presentes quando Minnie entra, se preparando para a visita de Johnson. Johnson entra na cabine de Minnie e ela conta para ele sobre a sua vida. Começa a nevar. Eles se beijam e ela pede que ele fique até de manha. Ele nega, conhecendo Nina Micheltorena. Quando Johnson se esconde, um pelotão entra procurando Ramerrez e revela à Minnie que Johnson é o próprio bandido. Com raiva ela pede para ele sair. Depois de sair, Minnie ouve um tiro e descobre que Johnson havia sido ferido. Johnson trpeça e cai, Minnie o ajuda escondendo ele no forro. Rance entra na cabine de Minnie procurando pelo bandido e está quase desistindo quando um gota de sangue cai na sua mão. Race força Johnson a descer. Minnie desesperadamente faz uma oferta para Rance: se ela lhe ganhar no póquer, ele deve deixar Johnson partir; se Rance ganhar ela se casará com ele. Escondendo algumas cartas na meia, ela trapaceia e vence. Rance honra o acordo e ela se joga sobre um Johnson desacordado sobre o chão.

Ato 3
Na grande Floresta da Califórnia no amanhecer, mais tarde
Johnson está novamente fugindo de Ashby e dos mineiros. Nick e Rance estão discutindo Johnson e perguntam o que Minnie vê nele quando Ashby chega em triumfo: Johnson foi capturado. Rance e os mineiros querem que Johnson seja enforcado. Johnson aceita a sentença e somente pede que os mineiros não contem para Minnie sobre a sua captura e seu destino (Ch´ella mi creda libero/ Que ela acredite que eu esteja livre). Minnie chega, armada de uma pistola, um pouco antes da execução e se joga em frente a Johnson para protegê-lo. Enquanto Rance tenta prosseguir, ela convence os mineiros que eles devem muito a  ela para matarem o homem que ela ama, e pedem para perdoá-lo. Um a um os mineiros aceita seu pedido. Rance não está contente mas finalmente ele também cede. Sonora encontra Johnson e o liberta. Os mineiros dão adeus a Minnie. Minnie e Johnson partem para a Califórnia para começar uma nova vida juntos.